# End of Time
«End of time» —en español: «Fin de los tiempos»— es el quinto sencillo del álbum 4 de la cantante estadounidense de R&B Beyoncé. Fue escrito por Knowles, Terius Nash, Taylor Shea y Dave Taylor, mientras que su producción estuvo a cargo de Knowles, The-Dream, Switch y Diplo. Inicialmente, se rumoraba que se llamaría «Till The End of Time»—en español «Hasta el Fin del Tiempo»—, pero una demostración de la canción se filtró en línea el 20 de mayo de 2011, dando lugar a la especulación de que la canción era un potencial de seguimiento al primer sencillo del álbum, «Run the World (Girls)», sin embargo, «Best Thing I Never Had» se antepuso como segundo sencillo. En febrero de 2012, se anunció en el sitio web de Knowles que «End of Time» será el quinto sencillo del álbum.
Un ritmo rápido de R&B y el baile de la canción, «End of Time» muestra la influencia de los fines de leyenda de la música nigeriana Fela Kuti.
«End of Time» fue alabado por la crítica musical, que se acuñó como uno de los aspectos más destacados en el álbum, gracias a la audacia de Knowles y su danza ritmo que hace que la canción este pegadiza. Los críticos también elogiaron las letras inspiradoras y la entrega vocal y la confianza de Beyoncé.
Tras la liberación de 4, «End of Time» llegó al número 39 en la lista de UK Singles Chart y en el número 13 de UK R&B Chart, basado únicamente en las descargas. También se abrió en el número 26 en South Korea Gaon International Singles Chart y llegó al número 13 en los US Billboard Bubbling Under Hot 100 Singles. La canción hace parte de 4 Intimate Nights with Beyoncé, los críticos están de acuerdo en que la canción suena muy bien cuando se realiza en vivo, y mostró mucho aprecio por la coreografía.

## Desarrollo y grabación

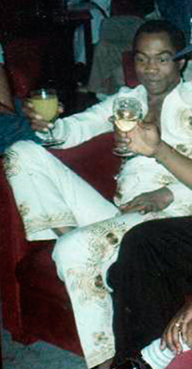
Knowles afirma que la canción está inspirada por Fela Kuti (en la foto).

Knowles se sintió motivada a grabar una canción en la vena del «End of Time» después de escuchar atentamente el material de varios músicos de rock que vio en los festivales de música en todo el mundo, se analizaron sus letras y melodías, y la forma en que mezcla distintos instrumentos de al mismo tiempo. Knowles señaló: «La instrumentación era tan hermoso. Sentí que necesitaba algunos clásicos como eso.». La línea de bajo utilizado en «End of Time» se inspiró en la obra tardía de la leyenda de la música nigeriana Fela Kuti, «A quien aprecia la idea del alma y el corazón de su música, es tan sexy, y tiene un gran surco que se pierda in me encantaba su batería, todos los cuernos, que todo estaba en el. Lo que más aprendí de Fela era la libertad artística», se sentía el espíritu.
Knowles, Terius Nash, Shea y Dave Taylor escribieron la letra de la canción, mientras que su producción estuvo a cargo de Knowles, The-Dream, Switch y Diplo. The-Dream y elementos de conmutación incorporados de la música electrónica, modificadas algunas voces ha creado un sintetizador de sonido de introducción, que en realidad es una voz hecha por el exproductor. La giratoria de DJ señaló: «La línea de bajo es muy musical, no es sólo una llanura [Roland TR-808] Bajo: Tiene un ambiente de ella». El dúo entonces organizó la música y Knowles trabajó en los arreglos vocales. Alex Asher, Johnny Butler, Jack Daley, Cole Kamen-Green, Sayers Drew, Videen Nick y Woodson Josías tocan los instrumentos, y Pat Thrall registra la música; Jordan Young grabó la voz de Knowles, Serban Ghenea la continuación de audio mezclado la pista antes de técnico de sonido hizo la mezcla final con la ayuda de Phil Seaford, y los ingenieros de sonido. Chris Soper y Wolford Pete.

## Composición de la canción
«End of Time» es una canción de R&B con uptempo y baile, que además contiene elementos de afrobeat, el jazz latino y funk. La canción consiste en una disposición de bronce erizado, y lleva un golpe militar pesado y ascendente es proporcionado por marchar al estilo de una banda de tambores de la trampa, otra instrumentación incluye un bajo, trompetas, bocinas, bocinas de staccato, un trombón, un saxofón tenor, un saxo barítono y un saxofón alto. Gracias a los instrumentos de percusión y el ritmo arrollador que en conjunto proporcionan un «sonido imponente», un alto nivel de energía se mantiene durante toda la canción. Beyoncé adopta una «poderosa voz» en la canción, sus líneas de voz son compatibles con los efectos de los cordones coros. Ella adopta una vocalización rap-canto que se parece a su voz en el año 2000 con la canción del grupo Destiny's Child llamada «Say My Name», una opinión compartida por James Dihn de MTV News, quien escribió que «End of Time» es una reminiscencia de «un corte antiguo de Destiny's Child».
Líricamente, «End of Time» es una declaración de co-dependencia; Beyoncé profesa su amor eterno a su interés romántico. La canción se abre con un volcán de tambores, mientras que la cantante canta de una manera casi distorsionada, con su voces en capas por debajo hasta que una explosión dramática a medida que sus voces siguen a la acumulación, Beyoncé canta alegremente: «Come take my hand / I won’t let you go / I’ll be your friend / I will love you so deeply / I will be the one to kiss you at night / I will love you till the end of time.», ella continúa su atractivo como ella canta a su amor de interés, «Take you away from here / There's nothing between us but space and time», en el puente, los cinturones de Knowles sus líneas vocales a través de una secuencia de cuerno de caza; con sus múltiples capas de voces, que ordena: «Boy come to me, Say you’ll never let me go», y hacia el final, ella varias veces canta: «I just wanna be with you / I just wanna live for you / I'd never let you go!»

## Recepción de la crítica
«End of Time» fue en general bien recibida por los críticos de música, que apreciaron su producción, sobre todo el ritmo, muchos de ellos señalaron que es la destacada trayectoria en el expediente. Tomando nota de que la canción tiene «vibras de Fela Kuti», la revista Entertainment Weekly y Brad Wete comentó que «"End of Time" suena más como el nuevo sonido de [Knowles] es descrito como "Run the World (Girls)"». Del mismo modo, Adán Markovitz de la misma publicación elogió a la canción «fuera de balance, las armonías, antes de señalar que [es] exactamente el tipo de riesgo de Género-que revienta que pocas otras estrellas del pop actuales, incluso intentaría, y mucho menos salga a la perfección con un no -big-cosa que encogerse de hombros.». Del mismo modo, Charley Rogulewski de AOL Music, escribió que la canción vuelve a utilizar el «ambiente post-apocalíptico» de «Run the World (Girls)», sin embargo, con más originalidad. Elan Priya de la NME comentó que el tema es mucho más instantáneo que «Run The World (Girls)».

## Actuaciones en directo

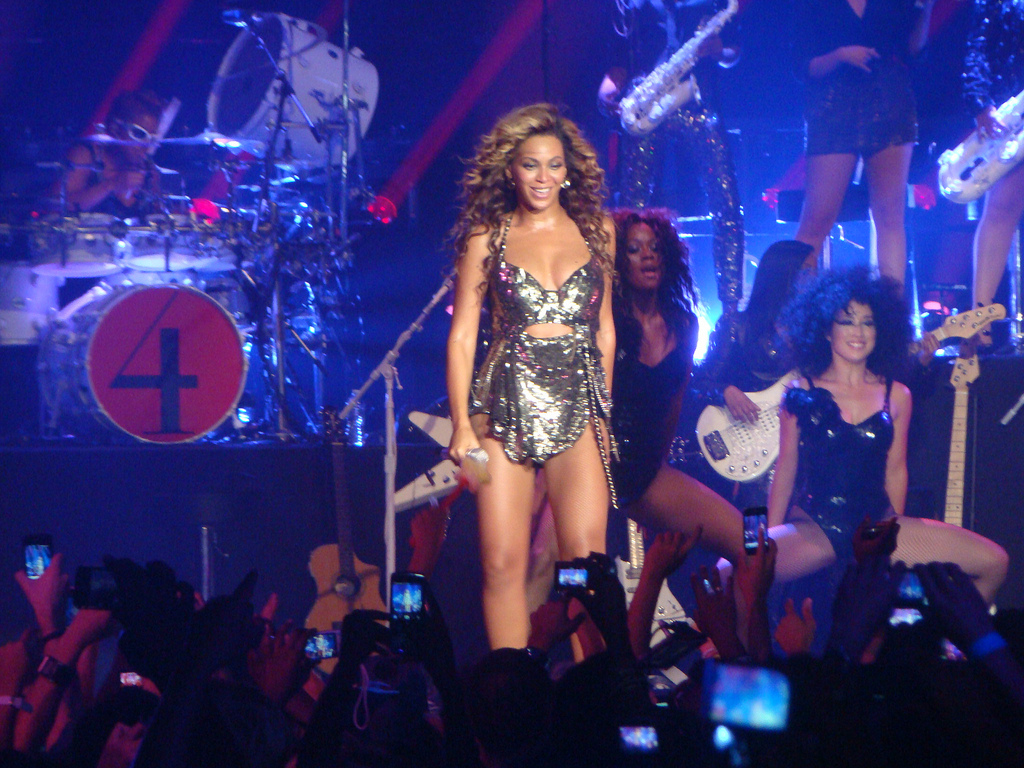
Beyoncé interpretando «End of Time» durante su 4 Intimate Nights with Beyoncé.

«End of Time» fue estrenada por Knowles en el Palais Nikaia en Niza, Francia, el 20 de junio de 2011, durante un concierto promocional en apoyo de su entonces nuevo álbum 4. La canción también fue parte de su set list en el 2011 Festival de Glastonbury el 26 de junio. El uso de un corte bajo la chaqueta con lentejuelas de oro, cantó «End of time» en vivo frente a más de 175 000 fanes. La actuación fue grabada y transmitida posteriormente, durante el 2011 en los Premios BET en el mismo día. En agosto, Knowles realizó la canción frente a 3.500 aficionados durante las 4 noches íntimas con Beyoncé revista, que se celebró en el Roseland Ballroom en Nueva York. En 2016 la canción fue añadida al espectáculo realizado por la cantante durante su gira mundial The Formation World Tour de ese año.

## Vídeo musical
Se informó a principios de agosto de 2011 que Knowles estaba filmando nuevos videos de música de varias canciones de 4, incluido «The End of Time», que ya había sido fusilado el 3 de agosto de 2011.

### Vídeo en vivo
La presentación en vivo de «End of Time», que se encuentra en el DVD Live at Roseland, se estrenó en línea el 16 de noviembre de 2011 simultáneamente con la presentación en vivo de «I Was Here». En el DVD, la interpretación de la canción de las 4 noches íntimas con Beyoncé se mezcló con la interpretación de la canción en el Festival de Glastonbury 2011 y en el concierto secreto en Londres en los O2 Shepherds Bush Empire que Knowles tenía en junio de 2011. Al revisar el video en vivo, Gil Kaufman de MTV News lo llamó «el extremo opuesto del espectro, un láser rojo intermitente maratón de baile uptempo con Beyoncé y sus cuatro bailarinas sexys que sacudir más de ritmo de la canción tambor brasileño».

## Rendimiento comercial

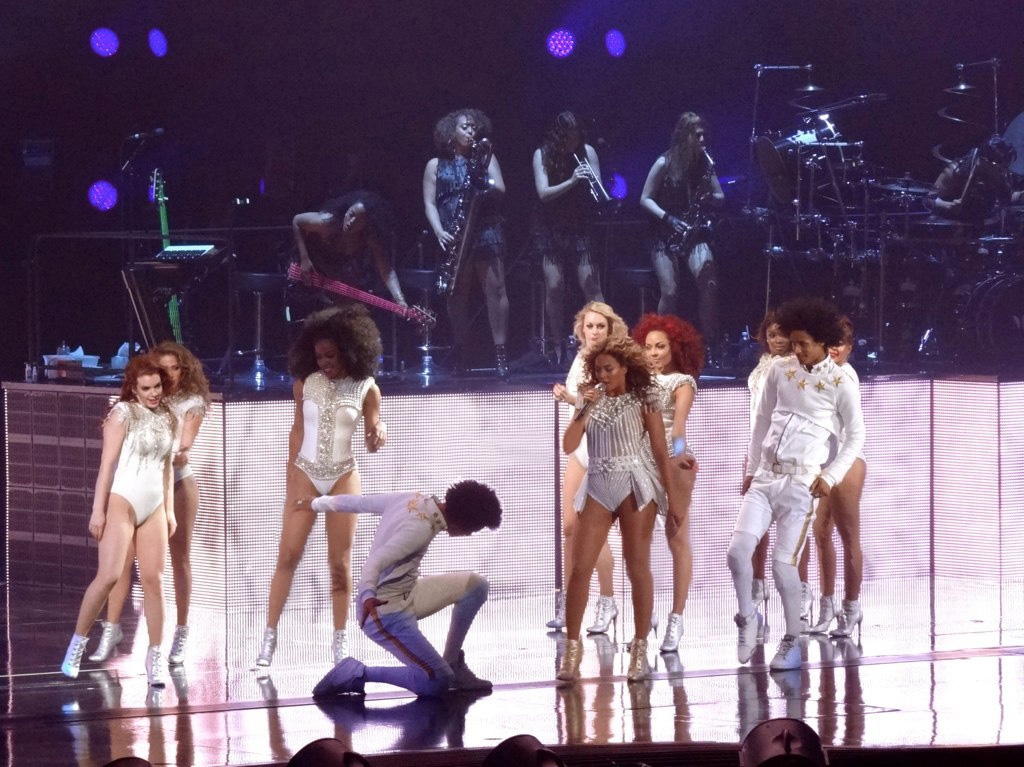
Beyoncé interpretando «End of Time» durante The Mrs. Carter Show World Tour.

Antes de ser lanzado como sencillo, «End of Time». debutó en el número 62 en el Reino Unido Singles Chart y en el número 20 en el UK R&B Chart el 4 de julio de 2011. Este debut fue posible gracias a la 4.488 descargas digitales que la canción vendió durante la semana 4 fue puesto en libertad. Por la venta de 18.222 copias digitales, la canción se abrió en el número 26 en la South Korea Gaon International Singles Chart para la semana que finalizó el 2 de julio de 2011. «End of Time» también llegó al número 13 en los US Billboard Bubbling Under Hot 100 Singles en el 16 de julio de 2011.

## Flash mob y versión
Varios aficionados invadieron el objetivo de Knowles, en la edición de lujo de 4 estaba disponible exclusivamente, para una flash mob el 18 de julio de 2011. Liderados por el exconcursante de American Idol Salón Todrick, que participó en la novena temporada de la competición del reality de canto televisivo, los bailarines dejaron sus cestas de la compra de color rojo y comenzó a realizar movimientos de «End of World» como mecenas tomó fotos con sus teléfonos celulares. El equipo de baile, vestidos de rojo, negro y blanco, creció en tamaño como el desempeño llevado a cabo en el pasillo de la tienda al por menor. El equipo de Beyoncé mostró su agradecimiento por la publicación del video en sitio web de la misma, por escrito que les impresionó. El 13 de abril de 2012, Georgia McCarthy realizó la canción en el concurso de talentos de Australia, Young Talent Time.

## Créditos
Créditos adoptados por 4'.
| - Beyoncé Knowles – escritor, voz líder, productor - Alex Asher – trombón - Johnny Butler – tenor saxofón - Jack Daley – guitarra - Serban Ghenea – mix - Cole Kamen-Green – trompeta - John Hanes – mix - Terius "The-Dream" Nash – productor, escritor - Wesley "Diplo" Pentz – producción adicional, escritor - Drew Sayers – tenor, saxo barítono | - Phil Seaford – asistente mix - Chris Soper – asistente - David "Switch" Taylor –escritor - Shea Taylor – escritor - Pat Thrall – Grabador - Nick Videen – tenor, saxo alto - Pete Wolford – asistente - Josiah Woodson – trompeta - Jordan "DJ Swivel" Young – Grabación |

## Posicionamientos

### Posicionamientos semanales
| País           | Chart (2011–12)                              | Mejor posición | Ref.   |
| -------------- | -------------------------------------------- | -------------- | ------ |
| Irlanda        | Irish Singles Chart                          | 27             | [ 30 ] |
| Corea del Sur  | South Korea Gaon International Singles Chart | 26             | [ 25 ] |
| Reino Unido    | UK R&B Chart                                 | 20             | [ 31 ] |
| Reino Unido    | UK Singles Chart                             | 62             | [ 24 ] |
| Estados Unidos | US Billboard Bubbling Under Hot 100 Singles  | 13             | [ 26 ] |
| Estados Unidos | US Hot Dance Club Songs                      | 33             | [ 32 ] |

## Historial de lanzamientos
| País        | Fecha               | Formato                 | Ref.   |
| ----------- | ------------------- | ----------------------- | ------ |
| Reino Unido | 28 de marzo de 2012 | Hit Radio Contemporánea | [ 33 ] |
| Reino Unido | 22 de abril de 2012 | Descarga digital        |        |